# Accademia del Doppiaggio
L'Accademia del Doppiaggio è un'accademia italiana che offre formazione in doppiaggio per film, televisione e animazione. Fondata nel 2002, opera a Roma, Milano, Torino, Napoli, Firenze, Padova, Bari, Palermo e Pescara.

## Storia
Fondata originariamente come Accademia Flaiano nel 2002 dal giornalista Walter Bucciarelli e dai doppiatori Christian Iansante e Roberto Pedicini, l'istituzione era dedicata alla formazione professionale dei doppiatori. Nel 2003 è stata rinominata Accademia del Doppiaggio per riflettere la sua specializzazione nel doppiaggio e nella recitazione vocale. L'accademia è stata fondata in risposta alla crescente domanda di doppiatori qualificati dovuta alla localizzazione di contenuti audiovisivi stranieri. Fornisce corsi incentrati  sulla preparazione vocale, sulle tecniche di sincronizzazione labiale e sull'interpretazione della sceneggiatura, con durate che vanno da 60 a 120 ore.
Il programma integra formazione tecnica e artistica, coprendo interpretazione, dizione, sincronizzazione, tecniche vocali e metodi  basati sull’approccio del metodo Stanislavski-Strasberg. La formazione è fornita da doppiatori esperti che hanno lavorato a grandi produzioni Hollywodiane. Tra i docenti figurano Christian Iansante, Angelo Maggi, Stella Musy, Massimiliano Manfredi, Andrea Lavagnino, Maurizio Merluzzo, Alberto Angrisano, Giorgio Borghetti.
Nel 2018 l'Università Bocconi ha invitato l'Accademia e nel 2021 l'invito è stato esteso anche dall'Università "Gabriele d'Annunzio".
Nel 2019 l'accademia si espande a Napoli, aprendo una sede presso la Phonotype Studios, storico luogo di registrazione legato ad artisti come Enrico Caruso e Totò. I corsi a Napoli sono condotti da Roberto Pedicini e Christian Iansante. Nel 2024 è stata annunciata una nuova filiale a Bari e nel 2025 una nuova filiale a Torino con docenti tra cui Christian Iansante, Angelo Maggi, Stella Musy, Maurizio Merluzzo, Mario Brusa, Maurizio Merluzzo e  Massimiliano Manfredi.
L'Accademia del Doppiaggio ha partecipato a StarCon Italia e il Premio Tonino Accolla.

## Ex-alunni
L'istituto ha formato diversi doppiatori. Gli ex alunni degni di nota includono:
- Benedetta Degli Innocenti (voce di Lady Gaga in A Star Is Born)
- Francesco De Francesco (voce di Jason Momoa in Aquaman)
- Guido Di Naccio (divenuto poi docente dell'Accademia)
- Giacomo Capra (attore e regista, ha studiato doppiaggio all'Accademia del Doppiaggio di Milano)[3][16]

## Facoltà
- Roberto Pedicini – Doppiatore di Kevin Spacey e Jim Carrey, Javier Bardem
- Christian Iansante – Doppiatore di Bradley Cooper in Maestro, ottenendo un Golden Musa Award 2025, voce di Rick di Rick e Morty, Joseph Fiennes, Ewan McGregor
- Angelo Maggi – Voce di Tom Hanks,  Robert Downey Jr. Bruce Willis, Hugh Grant,
- Stella Musy – Voce di Diane Kruger, Liv Tyler e del personaggio Gioia di Inside out
- Massimiliano Manfredi – Voce di Orlando Blumm, Chris Hemswort, James Franco
- Maurizio Merluzzo – Voce di Zachary Levi, Jacob Fortune-Lloyd, Austin Butler
- Andrea Lavagnino – Voce di Álvaro Morte ne La casa di carta (La casa de papel)
- Alberto Angrisano
- Francesco De Francesco
- Sara Ricci

## Riconoscimento
L'accademia è apparso sui media nazionali e riconosciuto per il suo ruolo nel preservare la tradizione del doppiaggio italiano, che risale agli anni '30.